# Eugenio Cavallini
Eugenio Cavallini, italijanski dirigent, skladatelj, violinist in violist, * 16. junij 1806, † 11. april 1881.

## Življenje
Leta 1833 je postal prvi violinist orkestra milanske Scale. Kasneje je tam deloval tudi kot dirigent. Orkester je vodil na nekaterih predstavah tamkaj krščenih oper.
- Gaetano Donizetti: Lucrezia Borgia (1833), Gemma iz Vergyja (1834), Maria Stuart (1835), Maria Padilla (1841),
- Saverio Mercadante: Il giuramento (1837), Il bravo (1839),
- Giuseppe Verdi: Oberto, grof svetega Bonifacija (1839), En dan kraljevanja (1840), Nabucco (1842), Lombardi na prvem križarskem pohodu (1843), Giovanna d'Arco (1845),
- Federico Ricci: Estella di Murcia (1846),
- Domenico Ronzani: Salvator Rosa (1854).